# The Triad Zone
Pour plus de détails, voir Fiche technique et Distribution.
The Triad Zone (江湖告急, Gong wu gou gap) est un film hongkongais réalisé par Dante Lam, sorti le 21 septembre 2000.

## Synopsis
Ren Yin-jiu est un charismatique chef de triade qui contrôle puissamment toute la ville. Tout semble lui sourire mais une tentative d'assassinat dont il est la cible va chambouler son univers et ses rapports avec ses proches : sa femme Sol Fa, sa maîtresse, son garde-du-corps, son conseiller...

## Fiche technique
- Titre : The Triad Zone
- Titre original : 江湖告急 (Gong wu gou gap)
- Réalisation : Dante Lam
- Scénario : Chan Hing-ka et Amy Chin
- Production : Charles Heung, Chan Hing-ka et Amy Chin
- Musique : Tommy Wai
- Photographie : Cheung Man-po
- Montage : Chan Ki-hop
- Décors : Ringo Fung
- Pays d'origine : Hong Kong
- Format : Couleurs - 1,85:1 - Dolby Digital - 35 mm
- Genre : Comédie et film de gangsters
- Durée : 111 minutes
- Date de sortie : 21 septembre 2000 (Hong Kong)

## Distribution
- Tony Leung Ka-fai : Ren Yin-jiu
- Sandra Ng : Sol Fa
- Chan Fai-hung : conseiller Wei
- Roy Cheung : He Jun-yu
- Lee San-san : Jojo
- Eason Chan : Wilson Yip
- Anthony Wong : Seigneur Guan
- Eric Tsang : Zhuo
- Lee Lik-chi : Kiang la bouse
- Samuel Pang : Tigre
- Jo Kuk : l'amie de Tigre
- Lee Siu-kei : Kei

## Version française
- Société de doublage : NDE Production
- Direction artistique : Antony Delclève
- Adaptation des dialogues : Frédéric Alameunière
- Enregistrement et mixage :

## Autour du film
- Alors qu'il se nommait Chan Chin-wah dans la version originale, dans la version française, le personnage interprété par Eason Chan se nomme Wilson Yip, comme le réalisateur hong-kongais.
- À noter, l'apparition de la réalisatrice Ann Hui dans le rôle de 13e sœur.

## Distinctions
- Nomination au prix du meilleur film, meilleur scénario, meilleur acteur (Tony Leung) et meilleur second rôle masculin (Roy Cheung), lors des Hong Kong Film Awards 2001.
- Prix du meilleur scénario et film du mérite[Quoi ?] lors des Hong Kong Film Critics Society Awards 2001.